# Teodoro Hernández
Teodoro „Tirso” Hernández (ur. 13 sierpnia 1892 w Rioverde, zm. 9 grudnia 1985 w Meksyku) – meksykański strzelec, olimpijczyk.
Startował na igrzyskach olimpijskich w 1924 roku (Paryż). Wystąpił tylko w strzelaniu z pistoletu szybkostrzelnego z odległości 25 m, w którym zajął 33. miejsce.

## Wyniki olimpijskie
| Igrzyska | Konkurencja                        | Wynik      | Miejsce    | Źródło |
| -------- | ---------------------------------- | ---------- | ---------- | ------ |
| IO 1924  | Pistolet szybkostrzelny, 25 metrów | 15 punktów | 33 (na 55) | [ 2 ]  |